# الدرب (أغنية)
الدرب

عنوانها الأصلي (بالإسبانية: EL CAMINO)، وهو عنوان أغنية غجرية شهيرة من صنف «الفلامينكو» باللهجة «الإسبانية الأندلسية» من أداء فرقة «ملوك الغجر»، خرجت إلى العالم الفني سنة 1989 ضمن ألبوم «موزاييك» وقد حازت ضمن هذا الألبوم على الشهادة الذهبية من قبل رابطة صناعة التسجيلات الأمريكية (RIAA).

## إلكامينو على درب روح الغجر
إلكامينو هي الأغنية الأكثر شهرة ضمن ألبوم الموزاييك، حيث تستحضر ألحانها روح الغجر وذلك الإنسان البوهيمي السائح على وجه الأرض، تستشعر كلماتها العميقة والمتناسقة، المنسجمة قلبا وقالبا، تستشعر من خلالها صدق وعمق المشاعر لهؤلاء الملوك الغجر، وأنهم نجحوا في إيصال الرسالة الإنسانية بحس عاطفي وجمالي.
أغنية كان لها صداها، عندما وضعوا فيها جمال الحس الغجري المرهف والرقة والإحساس، فنجحوا بالتعبير وإيصال ذلك الحزن المتأصل في دواخلهم البوهيمية.
ألحان وكلمات منذ خروجها إلى العالم الفني ألهمت الكثيرين، وتغنى بها الكثيرون على اختلاف مشاربهم، مهاجرون أو مهجّرين، أو غرباء في أوطانهم يعيشون، كلهم يجمعهم نفس الإحساس تحت عنوان «إلكامينو».
وكأن الحال يقول على إيقاعاتها كلنا غجريون في هذه الحياة أو في فترة أو محطة منها، لا نركن لشيء واحد، نحب التعدد، نحب السفر والغوص في المجهول، ونستمر.. نحن أيضا باحثون عن الدرب تماما مثلما تفعلون أيها الملوك.